# Мартюшин, Григорий Алексеевич
Григорий Алексеевич Мартюшин (23 января 1884 — 20 июня 1938) — эсер (партийная кличка "Стоян" (1906)), член Всероссийского учредительного собрания, управляющий отделом финансов Верховного управления Северной области в Архангельске со 2 августа по 27 сентября 1918 года.

## Биография
Родился в семье крестьянина села Малый Толкиш Чистопольского уезда Казанской губернии. Начальное образование получил в двухклассной сельской школе. Затем самостоятельно подготовился к экзамену на звание учителя начальной школы. Получив это звание, 5 лет  служил учителем в  родном селе. В 1905 году выдержал экзамен на аттестат зрелости при 2-й Казанской гимназии и поступил на медицинский факультет Казанского университета.

### Политическая деятельность и ссылки
Поступив в университет, вынужден был прервать учёбу, так как с ноября 1905 года перешёл на нелегальное положение. В  документах, связанных с арестом в 1938 году, указано, что в партии эсеров состоял с 1900 года. 4 ноября 1905 года студент Мартюшин устроил в селе Старое Альметьево Чистопольского уезда в помещении земского училища митинг, на котором высказал, что «князья наши дармоеды, войско нам не надобно, подати платить не следует, а начальство и всю полицию следует прогнать». Под полицейским надзором с 1905, эсер-боевик. По сведениям из жандармских архивов студент Казанского университета Григорий Мартюшин был одним из наиболее видных представителей казанских эсеров, являвшимся одновременно членом Всероссийского союза учителей и деятелей народного образования, представителем областного комитета ПСР, инструктором боевой дружины Казанского комитета ПСР и агитатором-пропагандистом среди крестьян.  30 июля 1906 года по приглашению И. С. Ключникова выступил на политическом митинге в селе Кокшамары. Занимался вместе с учителями А. М. Бароновым и Т. Г. Матвеевым революционной агитацией среди черемисов (марийцев):296.
В конце 1906 года арестован и выслан в Вологодскую губернию на три года. Ссылку отбывал в с. Усть-Кулом Усть-Сысольского уезда.  Летом 1907 года самовольно покинул место ссылки и выехал в Поволжье для ведения политической работы, но там снова арестован и опять сослан в Вологодскую губернию. В 1910 году поступил в Санкт-Петербургский университет на юридический факультет. Арестован  в феврале 1911 года, и в административном порядке выслан в Уфимскую губернию на 2 года. В 1911 году, получив разрешения на замену административной ссылки высылкой за границу, выехал в Германию, где учился на экономическом отделении Гейдельбергского университета, изучал там кооперативное движение в Германии и Австрии. Сведения о завершении высшего образования противоречивы, по одним источникам окончил экстерном физико-математический факультет Казанского университета, по другим — в документах, связанных с арестом в 1938 году, было указано, что у него было незаконченное высшее образование.

### После эмиграции
В Россию вернулся не позднее начала декабря 1913 года. На совещании инструкторской комиссии комитета о ссудо-сберегательных и промышленных товариществах, проходившем в Москве 15—20 декабря 1913 года, сделал осведомительный доклад «О постановке ревизии в германских и австрийских сельскохозяйственных товариществах». После возвращения начал работать в Московском Народном Банке (МНБ). Позднее в сентябре 1915 года стал учредителем Всероссийского кооперативного союза — Центрального Товарищества Льноводов (ЦТЛ), состоял членом его правления вплоть до конца 1917 года.  На учредительном съезде 12—13 сентября. в Москве были сформированы руководящие органы ЦТЛ. Были избраны председателем совета В. А. Кильчевский, товарищами председателя — С. Л. Маслов и Н. Н. Розов, председателем правления А. В. Чаянов, членами правления — А. Н. Тапильский (он же был назначен директором-распорядителем), К. К. Дысский, Г. А. Мартюшин (он же заместителем директора-распорядителя),  К. П. Панков и кандидатом Н. А. Меньшиков.  Стоял у истока организации 23—24 октября 1916 года Новоржевского товарищества кооперативов в Псковской губернии. В 1916 году был редактором-издателем (совместно с С. Л. Масловым) Еженедельного издания Центрального товарищества льноводов "Известия    Центрального    товарищества льноводов" (вышло три номера).

### После Февральской революции
28 марта 1917 Всероссийский кооперативный съезд, проходивший 25—28 марта в помещении университета им. Шанявского, избрал первый в истории российской кооперации совет Всероссийских кооперативных съездов (СВКС) в составе 32 человек куда от центральных кооперативных органов вошли Беркенгейм (Московский союз потребительских обществ), Костин (МНБ), Мартюшин (ЦТЛ). Был членом Совета и последующих Всероссийских кооперативных съездов, сотрудничал с кооперативными журналами, публиковал в них статьи на кооперативные и экономические темы.
12—17 апреля в Таврическом дворце состоялось совещание представителей крестьянских советов из 27 губерний. В основу работы легли решения кооперативного съезда. Прошла острая дискуссия об организации крестьянства в Советы или Союз. За Советы активно выступали эсеры И. И. Бунаков, Н. Я. Быховский и Г. А. Мартюшин, за Союз – В. А. Мякотин и Н. В. Чайковский. В результате совещание приняло решение, что наилучшей формой организации крестьянства являются Советы Крестьянских Депутатов различных районов действия. Совещание избрало оргбюро по созыву Всероссийского Совета Крестьянских Депутатов (ВСКД) во главе с С. С. Масловым. В Бюро вошли двадцать делегатов совещания, в этом числе В. А. Кильчевский, Г. А. Мартюшин, Н. В. Чайковский, и десять членов Крестьянского Союза и представителей армейского крестьянства.
С 4 по 28 мая 1917 года в Петрограде  в Народном доме рядом с Петропавловской крепостью прошёл I Всероссийский съезд Советов крестьянских депутатов. 18 мая 1917 года на выборах Исполкома Всероссийского Совета крестьянских депутатов (Исполком ВСКД) его членом был избран в том числе Г. А. Мартюшин, вместе с ещё 24 эсерами и 5 трудовиками-энесами, включая  В. М. Чернова, Е. К. Брешко-Брешковскую, А. Ф. Керенского, Н. Д. Авксентьева, И. И. Бунакова, В. Н. Фигнер, Н. Я. Быховского, Н. Д. Кондратьева, С. С. Маслова, М. В. Вишняка, С. Л. Маслова, В. А. Кильчевского, Н. В. Чайковского,  А. Р. Гоца, В. А. Мякотина,  П. А. Сорокина. Всего, по подсчетам В.М. Лаврова, в Исполком, с учётом выборов от губерний и армий, было избрано 253 депутата (169 постоянных и 84 временных). 20 мая на первом заседании Исполкома Председателем был избран  Н. Д. Авксентьев, его товарищами – И. И. Бунаков и Г. А. Мартюшин. Заведующим литературно-издательским отделом избрали Н. Я. Быховского, организационно-пропагандистским – Г. А. Мартюшина, народного образования – В. А. Кильчевского. 22 мая заведующими земельным отделом стали И. И. Бунаков и С. Л. Маслов, экономическим – Н. Д. Кондратьев. 28 мая на последнем заседании съезда от имени руководства Исполкома ВСКД выступил Мартюшин. Он заявил «Наш орган, который вы поставили, наш Совет Крестьянских Депутатов есть часовой, который должен стоять на страже нового строя, а вы там — часовые на местах. От имени этих часовых я должен сказать, что мы клянемся, что будем защищать то, что вы нам поручили. Мы будем проводить в жизнь те советы, которые вы нам дали, и все то, что вы будете нам подсказывать оттуда». 1 июня Исполком переехал в бывшее училище правоведения на Фонтанке. Мартюшин исполнял обязанность товарища (заместителя) председателя Всероссийского Съезда Крестьянских Депутатов и его Исполнительного Комитета до 2-го Всероссийского съезда КД. На 2-м Всероссийском съезде КД сделал доклад (совместно Н. Я. Быховским) о деятельности Исполкома ВСКД l-гo созыва.
7 июня на заседании Исполкома ВСКД обсуждалось предложение Г. А. Мартюшина об объединении Советов рабочих и солдатских депутатов и Советов крестьянских депутатов Не позднее 18 июня Исполком ВСКД принял резолюцию об объединении с ЦИК Советов рабочих и солдатских депутатов в решении всех текущих политических вопросов и в политических выступлениях; до достижения полного объединения оба исполнительных комитета в организационном отношении сохраняли свои наименования и самостоятельность.
4 августа на заседании Казанского Губернского Совета крестьянских депутатов первое слово было предоставлено товарищу председателя исполкома Всероссийского крестьянского Совета Г. Мартюшину. Прежде всего он не преминул напомнить, что является уроженцем Казанской губернии. Далее, в частности, он заявил: «Я берусь утверждать, что события 3-5 июля в Петрограде были заранее подготовлены и имел место "форменный заговор большевиков"». В заключении Мартюшин призвал осудить большевиков и поддержать правительственную политику. С поддержкой Г. Мартюшина выступил член ЦИК Совета рабочих и солдатских Скалов. Необходимость антибольшевистской политики он объяснял и тем, что этого требуют интересы обороны страны. С аналогичных позиций выступил и некий Сорокин.  Лидеры левых эсеров Б. Д. Камков и А. Л. Колегаев осудили политику правительства и подвергли резкой критике выступление Г. А. Мартюшина. Столкновение между правыми и левыми эсерами в Казани было настолько ожесточенным, что вопрос «О конфликте в Казанской организации на основании письма тов. Архангельского» рассматривался 7 августа на заседании ЦК партии эсеров, который постановил «Вызвать для объяснений тов. Мартюшина и Камкова».
7—8 августа в Петрограде состоялось совещание демократических организаций по обороне. В президиум совещания вошли — председатель совещания, председатель ЦИК совета рабочих и солдатских депутатов Н. С. Чхеидзе, члены президиума — председатель московской городской думы О. С. Минор, председатель Петроградской городской Думы А. А. Исаев, представитель Центрального Совета профессиональных Союзов В. П. Гриневич, от Совета Московских потребителей — А. М. Беркенгейм, от Совета Крестьянских депутатов — Г. А. Мартюшин.  Результатом совещания стало решение об организации Центрального и местных комитетов  демократических организаций по обороне. Свои решения комитеты должны будут проводить в жизнь через Исполком, в который войдут более 50 представителей различных демократических организаций и партий.
С 6 по 10 августа Мартюшин принимал участие в работе VII Совета партии эсеров. На Совете он был включен в список обязательных кандидатов в Учредительное собрание от партии социалистов-революционеров.
С 12 по 15 августа в Большом театре в Москве состоялось Государственное совещание. По данным мандатной комиссии в совещании принимало участие 2414 человек. На утреннем заседании 14 августа Председатель ВЦИК рабочих и солдатских депутатов Н. С. Чхеидзе огласил совместное заявление ряда советских и общественных организаций. После него сразу выступил Мартюшин, он сказал: «от имени Исполнительного Комитета Всероссийского Совета Крестьянских Депутатов присоединяюсь к той декларации, которая была оглашена здесь». Своё выступление Мартюшин завершил словами: «Заканчивая свою речь, я должен от имени И. К. Всероссийского Совета Крестьянских Депутатов и, по нашему мнению,  от имени того крестьянства, которое послало их в Совет, дать тот же самый ответ, который мы дали нашему министру-председателю в тот момент, когда он 24 июля сообщил  нам от том, что образовалось Временное Правительство, и о том, что его нужно поддерживать, и мы сказали ему, что мы обещаем всю нашу поддержку Временному Революционному Правительству, но мы оставляем за собой право критиковать все его действия, делать те или иные указания по поводу тех из них, которые, по нашему мнению, являются вредными для дела революции, вредными для спасения нашей родины, но мы все , что у нас есть, и если понадобится, если будет нужно, и нашу жизнь, мы отдадим в распоряжение Временного Правительства». В своём выступлении Г. А. Мартюшин утверждал, что эсеры "присоединяются к декларации, оглашенной Чхеидзе". Поддержка Исполкомом ВСКД правительства определялась тем, что после 24 июля во втором коалиционном составе Временного правительства, социалисты составляли большинство. Причем три из них имели прямое отношение к Исполкому ВСКД. Председатель Исполкома Н. Д. Авксентьев  стал министром внутренних дел, член Исполкома В. М. Чернов — министром земледелия, а председатель правления, инициировавшего создание ВСКД Совета Всероссийских кооперативных съездов, С. Н. Прокопович — министром торговли и промышленности.
С 16 по 22 сентября Мартюшин член фракции эсеров на Демократическом Совещании, в ходе которого участвовал в работе инициативной «группы центра» партии эсеров. В группу входили 79 старых работников партии. Результатом их работы стало воззвание «К партийным товарищам», подписанное Мартюшиным (всего подписантов 52). Воззвание, опубликованное в журнале «Партийные известия», призывало к прекращению раскола в партии на правых и левых эсеров. По мнению современных историков Мартюшин принадлежал к правому центру.
4—6 октября 1917 г. на Втором чрезвычайном Всероссийском кооперативном съезде вместе с  В. Н. Зельгеймом и В. А. Кильчевским, выступал против самостоятельных кооперативных списков на выборах в Учредительное собрания.

### После Октябрьской революции
Чрезвычайный Всероссийский Съезд Советов Крестьянских Депутатов проходил 11—25 ноября в Актовом зале училища правоведения в Петрограде. Созван по решению ВЦИК Советов Рабочих и Солдатских Депутатов от 27 октября, вопреки Исполкому ВСКД. На открытии присутствовало менее 260 делегатов (кворум 790). Исполком ВСКД предложил открыть совещание, а не съезд. Лидер левых эсеров М. А. Спиридонова заявила «Мы не можем назвать себя правомочным съездом, но можем назваться чрезвычайным и перейти от слов к действиям». На ночном заседании 13 ноября Г. А. Мартюшин от имени 155 членов Исполкома и представителей губернских и уездных советов заявил «Исполнительный комитет полагает, что свои права и полномочия он может передать только второму съезду, созываемому в ближайшее время. До тех пор Исполнительный комитет продолжает считать себя ответственным перед избравшей его крестьянской Россией, и никто другой, кроме этого съезда не полномочен решать его участь». После чего члены Исполнительного комитета во главе с Г. А. Мартюшиным покинули заседание.
Второй Всероссийский Съезд Советов Крестьянских депутатов проходил 26 ноября—10 декабря в Александровском зале городской думы Петрограда. Созван по решениям Исполкома ВСКД от 14 и 24 ноября. Если на открытии было 499 депутата, то к 8 декабря приехало 1283 человека. В день открытия левые эсеры и большевики избрали председателем съезда М. А. Спиридонову. Она получила 269 голосов, а лидер правых эсеров В. М. Чернов – 230. 28 ноября с обширным докладом о деятельности Исполкома ВСКД выступил Г. А. Мартюшин. В частности, он заявил «если мы по земельному вопросу и не успели провести в жизнь программу Всероссийского Крестьянского Съезда, то потому, что нам мешало восстание большевиков 3-5 июля». Докладчик указал, что выборы в Учредительное собрание показали, что Исполком в деятельности своей не ошибался, так как в Учредительное Собрание в большинстве случаев прошли кандидаты эсеров и советов крестьянских депутатов, что является по мнению оратора заслугой Исполкома и тех местных организаций, которые пришли к нему на помощь.
II Всероссийский съезд Советов крестьянских депутатов, стоящих на защите Учредительного собрания (самоназвание), состоялся 5-11 декабря 1917 года в петроградском училище правоведения. Данный форум считал себя частью II Всероссийского съезда крестьянских депутатов и был организован депутатами последнего, которые ушли с него 4 декабря. Председателем съезда был избран В. М. Чернов. На утреннем заседании 7 декабря обсуждался доклад Исполнительного Комитета первого созыва. Г. А. Мартюшин подчеркнул не заслуженность обвинений, предъявленных ему «левыми». Исполнительный Комитет, по словам Мартюшина, стремился точно выполнять волю Крестьянского съезда. В частности, Исполком всё время настаивал на передаче земли в ведение земельных комитетов. Опровергая обвинение будто бы Исполком поддерживал повышение твердых цен на хлеб и мешал заключению мира, оратор указал, что, говоря об отрицательных сторонах деятельности Исполкома забывают об его заслугах. Между тем, заслуга Исполкома в том, что состав Учредительного Собрания в своем большинстве социалистический. "Если заслуги Исполкома не будут оценены теперь, — закончил Мартюшин, — им дадут достойную оценку впоследствии".
После свержения Временного правительства Совет Народных Комиссаров 27 октября подтвердил установленные сроки выборов в Учредительное Собрание — 6 и 13 ноября. Своевременные выборы прошли лишь в 46 округах из 81; в 20 округах были перенесены на 15 и 26 ноября, в 12 — на декабрь 1917 — январь 1918. В Казанском и Псковских округах левые эсеры, заполонив почти весь партийный список, однако, предоставили центристам право выдвинуть свою кандидатуру на первое место. В Казанском округе Г. А. Мартюшин (кандидатура VII Совета партии эсеров) возглавил официальный список кандидатов № 11 — эсеры и Совет Крестьянских депутатов. Список № 11 победил на выборах, получив в целом по округу 30,3% или 260 000 голосов, за большевиков проголосовало 50 000, за кадетов 32 000, за меньшевиков 4 293. Всего число проголосовавших по Казанскому округу составило 858 569. В результате выборов от списка № 11 по Казанскому  округу членами Учредительного собрания стали  Г. А. Мартюшин,  А. Л. Колегаев, И. А. Майоров, П. Н. Суханов и В. И. Мохов. 5 января 1918 года в Петрограде Мартюшин участвовал в единственном заседании Учредительного собрания, разогнанном большевиками. Он был обязательным кандидатом партии социалистов-революционеров в Учредительное Собрание,  в нём член  бюро эсеровской фракции.
20-23 марта 1918 года принимал участие в работе IV Казанского губернского крестьянского съезда. Н. П. Пономарёв, один из руководителей съезда, выступая 21 марта, подчеркнул, что только Советы могут защитить крестьянство, что кроме Советов никаких других органов власти не должно быть. Крестьянство, заявил он, "уже перешагнуло через Учредительное собрание". Но полемика по этому вопросу на съезде всё же возникла. 23 марта на вечернем заседании выступил бывший член Учредительного собрания Г. А. Мартюшин. Он сказал, что "Советы и Учредительное собрание не противники, а старший и младший брат". По его мнению, Учредительное собрание не надо было разгонять, а следовало бы отозвать тех депутатов, которые не были выразителями воли трудового народа и выбрать новых. Реакция руководства съезда прозвучала из уст Н. П. Пономарёва, заявившего, что Мартюшин "наивен и его не переубедишь". Делегаты съезда (700 крестьян) единодушно высказались за разгон Учредительного собрания, признав и в дальнейшем его не нужным.
В июне 1918 года в Москве был учрежден организационный комитет по созданию Всероссийского общества кооперативного земледелия (Всекоземледелие) куда вошли наряду с Г. А. Мартюшиным: А. А. Николаев в качестве председателя, Д. И. Деларов,  Я. Т. Дедусенко,  В. А. Кильчевский и С. С. Маслов. По замыслу общество должно было содействовать земледельческим артелям в налаживании труда. Всекоземледелие рассчитывало опираться на кооперативные органы. Предметом своей заботы Всекоземледелие считало «организацию труда в поле и в саду, на огороде и в лугу»

### Во время Гражданской войны
С 7 по 16 мая 1918 г. в Москве состоялся VIII Совет партии эсеров. Мартюшин принимал участие в Совете в составе группы из 15 человек членов Бюро фракции эсеров Учредительного собрания. Совет стал важной вехой в истории партии эсеров послеоктябрьского периода, поворотным моментом в её отношении к большевистской власти. Ликвидация большевистской власти выдвигалась в качестве “очередной и неотложной” задачи всей демократии. Диктатура большевиков должна была быть заменена народоправством. Конкретно же предполагалось не что иное, как восстановление ликвидированных большевиками органов местного самоуправления и Учредительного собрания.  Признано было “не только приемлемым, но и желательным” появление на территории России, “с согласия законной власти”, войск Антанты, помощь которых позволила бы восстановить боеспособную армию, Восточный фронт и вести успешную борьбу с Германией. В то же время подчеркивалось, что трудовая демократия ни в коем случае не может опираться на иностранную поддержку для восстановления в стране народовластия. Решения VIII Совета явились сигналом для начала партией эсеров открытой вооруженной борьбы с большевизмом.
Есть данные, что Мартюшин участвовал в восстании в Ярославле летом 1918 года.
После антибольшевистского переворота 2 августа 1918 года в Архангельске вошёл в состав Верховного управления Северной области (ВУСО) в качестве главы отдела финансов. Ядро Северной области должны были составить Архангельская, Вологодская, Олонецкая, Вятская и Новгородская губернии. Председателем ВУСО был избран Н. В. Чайковский. В состав правительства вошли эсеры, члены Учредительного собрания С. С. Маслов, М. А. Лихач, Я. Т. Дедусенко, Г. А. Мартюшин, А. И. Гуковский и А. А. Иванов. В ВУСО вошли также два кадета: П. Ю. Зубов и Н. А. Старцев. 

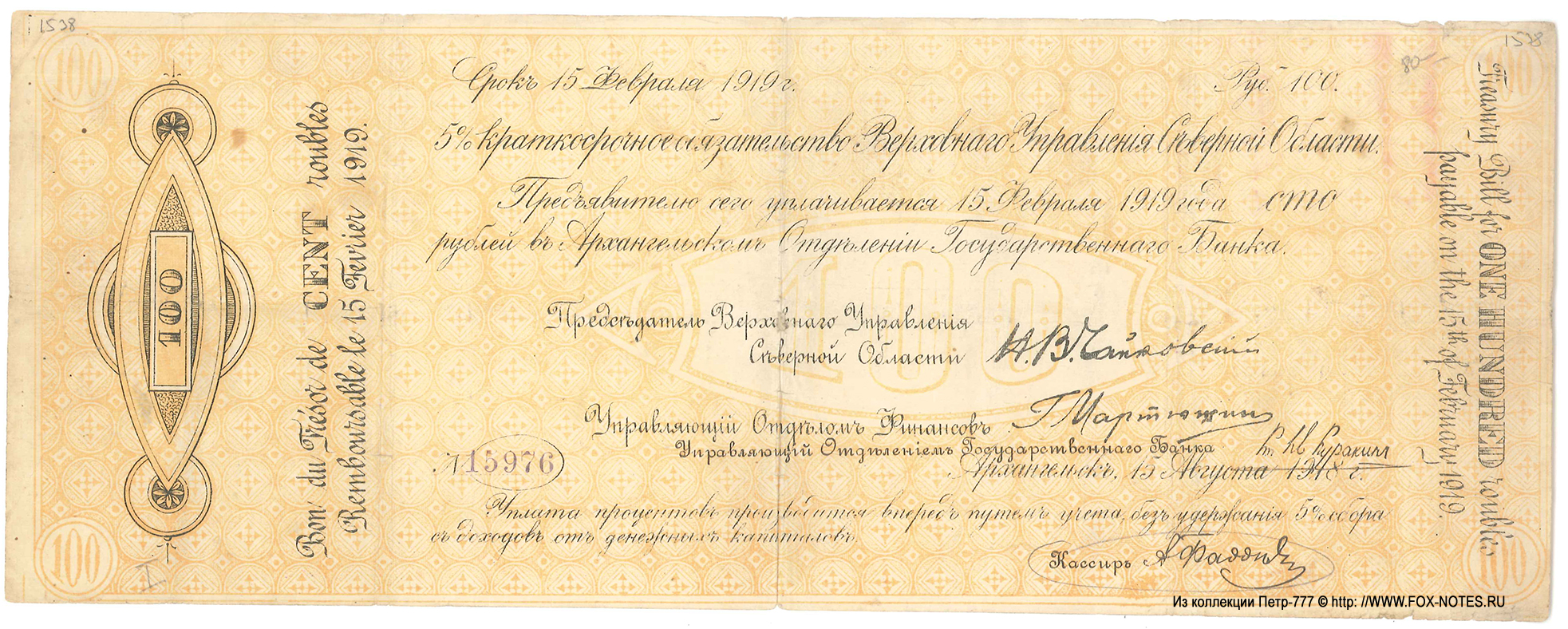

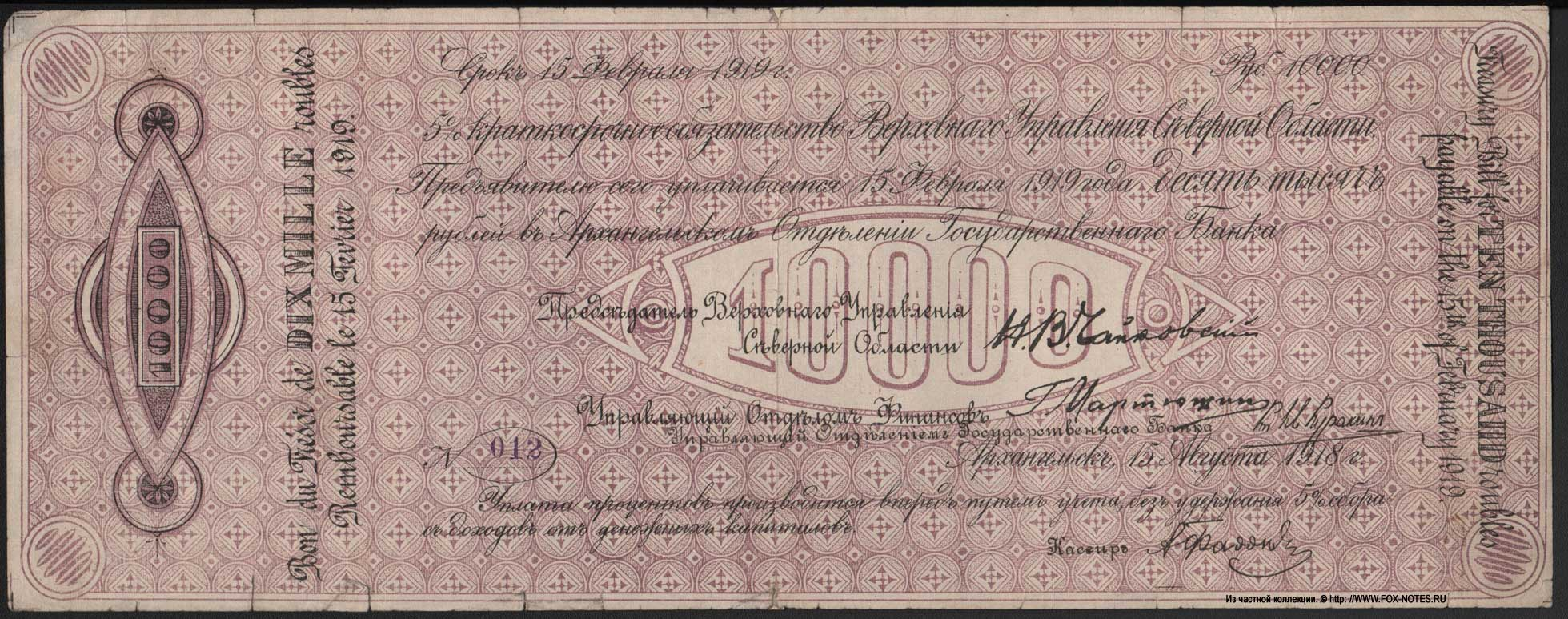
5% краткосрочные обязательства Верховного Управления Северной Области, отпечатанные в типолитографии С. Павлова в Архангельске, с подписью Г. А. Мартюшина номиналом 100 и 10000 рублей. Были также облигации на 500, 1000 и 5000 рублей.

6 августа состоялось общее собрание архангельского торгово-промышленного союза. В своих выступлениях перед собравшимися глава правительства Н. В. Чайковский и управляющий отделом финансов Г. А. Мартюшин призвали представителей делового мира быть «Миниными, спасать Россию», поддержать идею выпуска Верховным управлением «Займа Доверия». Собрание приняло решение «Все свои свободные наличные знаки обратить в краткосрочный 5% процентный заем». Предприниматели за короткий срок собрали полтора миллиона рублей наличными. Около двух миллионов предоставили в распоряжение властей кооперативные организации. 8 августа Верховное управление приняло постановление «О краткосрочном займе». В нём отмечалось «Ввиду недостатка денежных знаков в Северной области признать необходимым выпустить краткосрочные 5% обязательства под наименованием «Займа Доверия» сроком на 6 месяцев на сумму 10 миллионов рублей». Обязательства были выпущены номиналом от 100 до 10 00 рублей за подписью председателя правительства и управляющего финансовым отделом.
В течение августа управляющий отделом финансов ВУСО Мартюшин провел ряд совещаний с союзными дипломатами. 31 августа в 17 номере Вестника ВУСО были опубликованы краткие сведения об этих совещаниях. В первую очередь был рассмотрен вопрос о гарантиях со стороны союзников внутреннего краткосрочного займа ВУСО на 15 миллионов рублей. Подробному обсуждению был подвергнут вопрос о гарантии со стороны союзников под выпускаемые ВУСО кредитные билеты на сумму до 200 миллионов рублей. Финансовые вопросы обсуждались также в связи с разрешением продовольственного кризиса. Со стороны представителей союзных держав не встретило возражений предложение ВУСО, чтобы в счет полученных продовольственных товаров от союзников, был предоставлен кредит на сумму в 200 миллионов рублей сроком на шесть месяцев.
К началу августа 1918 года кооперативы сосредоточили в доках Архангельска 28 тысяч тонн льна. Архангельский межсоюзный комитет по импорту распределил весь этот запас между союзниками в соответствии с количеством векселей, которые имелись в каждой стране во время войны. Доля Франции выразилась в количестве пяти тысяч тонн, в то время как остальная часть была разделена между США и Англией. Выступая в марте 1919 года в комиссии Сената США, Мартюшин заявил, что он представляет здесь Всероссийское Общество Производителей Льна, которое осенью 1918 года поставило союзническим странам льна на сумму одиннадцать с половиной миллионов долларов. Весь груз был поставлен через Архангельск, несмотря на трудности.
В ходе переворота, организованного капитаном Чаплиным и подчиняющейся ему офицерской ротой в ночь на 6 сентября 1918 года, были сразу арестованы Чайковский, Маслов, Лихач, Гуковский и Зубов. Арестованных членов ВУСО погрузили на пароход и отправили в Соловецкий монастырь. Дедусенко и  Иванов избежали ареста.  Мартюшина задержали позднее и привели в штаб Чаплина. В тот же день, 6 сентября,  совещание послов стран Антанты под эгидой американского посла Фрэнсиса осудило военный переворот Чаплина и отстранило его от власти. 12 сентября ВУСО объявило о предстоящей отставке. Чайковский заявил о решении кабинета передать свои полномочия действовавшему в Самаре комитету членов Учредительного собрания. Для установления связи с ним из Архангельска выехали Маслов, Дедусенко и Лихач. В Северной области предполагалось создать временную, подчиненную Самаре администрацию в лице русского генерал-губернатора, на пост которого кабинет теперь назначил полковника Б. А. Дурова. Но 27 сентября 1918 года члены Верховного управления Северной области окончательно сложили с себя полномочия, а 9 октября  было сформировано Временное правительство Северной области (ВПСО) во главе с Чайковским, в которое Мартюшин не вошёл.

### В эмиграции
В октябре Чайковский решил послать Мартюшина в Нью-Йорк и Вашингтон, поручив ему ознакомить американское общество с политическим и экономическим положением Северной области, установить связи с экономическими организациями США, провести переговоры с организациями, ведающими экспортом продуктов в Россию, о снабжении области всем необходимым, содействовать установлению корреспондентских отношений между Областным и частными банками Северной области и банками США, поддерживать отношения с русским послом в США Б. А. Бахметьевым и другими представителями русской власти и общественных учреждений. В дальнейшем Г. А. Мартюшин выполнял функции представителя ВПСО в США.
2 ноября 1918 года Мартюшин по поручению Н. В. Чайковского отплыл из Архангельска в США, причём ему на расходы было асигновано 50000 рублей, кроме того ряд частных банков передали Г. А. Мартюшину полномочия завязывать отношения для них в Америке.
В Нью-Йорк Мартюшин по неизвестным причинам прибыл с большой задержкой. Агент Министерства финансов при Российском посольстве в Вашингтоне С. А. Угет сообщал в Париж В. А. Маклакову в письме от 28 декабря 1918 года: «Сюда прибыл представитель Северного правительства Г. А. Мартюшин. Из привезенных им писем Чайковского, датированных октябрем, поездка Мартюшина имеет следующие цели: 1) осведомление американского мнения с существующим политическим положением в России; 2) выяснение условий развития экономических сношений Америки с Севером; 3) как на представителя кооперативов — закупка различных товаров. Сегодня Мартюшина представляют полковнику Баруху, Мак-Кормику».
Газета Нью-Йорк Таймс в номере от 24 декабря поместила интервью с ним, взятое накануне в день его приезда. В частности, Мартюшин заявил «Есть много вещей, в которых мы нуждаемся, и мы обращаемся к вам в Америке, чтобы вы помогли нам с поставками продовольствия. И прежде всего, того, чего не хватает уже несколько лет - сгущенного молока и сахара. В обмен мы можем экспортировать лен, древесину, шкуры, кожу и меха. Но даже с, пониманием того, в чем мы нуждаемся, будет необходимо предусмотреть вопросы доставки и возможность получения кредитов, чтобы покрыть расходы на неизбежный избыток товаров, которые вы пошлете нам. Это означает необходимость налаживания сотрудничества с местным правительством и банковскими учреждениями. Чтобы помочь в реализации этих проектов, я через несколько дней отправлюсь в Вашингтон, чтобы поговорить с Вэнсом Мак-Кормиком из Совета по военной торговле».
«Последние известия из России о неудачах и поражениях американской экспедиции заставляют местную прессу и общественных деятелей бить тревогу за судьбу американских солдат в России», —писал в Архангельск в феврале 1919 года представитель Северной области в США Г. А. Мартюшин. «Американская демократия против посылки своих войск в Сибирь и Северную область», — резюмировал он. 14 февраля в сенате США состоялось голосование резолюции № 411, внесенной Хайрамом Джонсоном с требованием вывода американских войск из Северной России. Когда Сенат зашёл в тупик по этому вопросу, лишь голос вице-президента Томаса Маршалла, имеющего согласно Конституции право решающего голоса в Сенате при разделении голосов пополам, перевесил чашу весов в пользу противников этой резолюции.
Мартюшин в качестве американского представителя Архангельского кооперативного союза закупил партию товаров стоимостью миллион долларов, которая была отправлена из Америки в Архангельск в начале июня.
6 марта дал показания о преступлениях большевиков  Комиссии Овермэна, работавшей в феврале-марте 1919 года, в этих показаниях он рассказал о разрушении большевиками системы кооперации, об ограблении в августе 1918 года кассы Центрального Союза Потребительских Обществ на 5 миллионов рублей, о разгонах Учредительного собрания и крестьянских советов, о терроре и манипуляциях, применявшихся при выборах в советы с 1918 года, о расстрелах. Стенограмма выступления приведена ниже: 

«Я хотел бы однозначно заявить, что выступаю здесь не в качестве члена какой-либо партии, а от имени крестьян. Я был избран в Учредительное Собрание как представитель крестьян Казанской Губернии, так как я сын крестьянина, а мой дед был крепостным. Я прожил первые 21 год моей жизни в русской деревне.»
М-р Мартюшин: "..." большевики узурпировали власть против воли большинства, представленного во Всероссийском Совете Рабочих, Солдатских и Крестьянских депутатов. Не раболепствовавшие перед большевиками советы и местные органы самоуправления были распущены. "..." Большинство на Всероссийском Совете Рабочих, Солдатских и Крестьянских депутатов выступило за передачу всей власти Учредительному Собранию в конце декабря 1918 года. Исполком Съезда был распущен декретом СНК после разгона Учредительного Собрания. Подобным же образом, там, где в местных советах большинство выступало против большевиков, они были разогнаны: в Тамбове, Нижнем Новгороде, Златоусте и других городах. Это показывает, что советский режим антидемократичен. Я сам присутствовал на заседании съезда [советов], на котором большинство делегатов проголосовало за созыв Учредительного Собрания. Потом произошло все это. "..." Большевики созвали Учредительное Собрание 5 января. Но когда большевики увидели, что они набрали только четверть голосов в Собрании, они разогнали его.
Сенатор Нельсон: Они разогнали его?
М-р Мартюшин: Совет Народных Комиссаров, без согласия и даже не запросив согласия Всероссийского Совета, издал декрет о закрытии Учредительного Собрания. "..." Только уже закрыв Учредительное Собрание, они сообщили о своих действиях во Всероссийский Совет, прося утвердить их действия. Еще до того они разогнали советы крестьян, где большинство было за Учредительное Собрание. "..." Иногда делаются утверждения, что большевистское правительство исполняет решения советов, но данный пример показывает, что верно как раз обратное. Рассказывает о терроре и манипуляциях, применявшихся при выборах в советы с 1918 г. В результате население, лишенное влияния на советы, выступает против них. В Солигаличе (Костромская губ.) совет был свергнут в феврале 1918 г. Была послана карательная экспедиция и около 10 человек из местной интеллигенции было расстреляно. В городе Белом (Смоленская губ.) совет также был свергнут. В пригороде Москвы члены местного совета были сожжены в здании разъяренной толпой. В Сыченках (Смоленская губ.) после того, как красногвардейцы убили уважаемых граждан, совет счел за благо бежать.
М-р Мартюшин: "..." Позволены только такие митинги и организации, которые приемлемы для большевиков; иные запрещены и участников арестовывают. В начале января 1918 г. были арестованы члены съезда партии с.-р. Арестованы были представители съезда заводов и фабрик московской и петроградской губерний. Когда Совет Солдатских и Крестьянских Депутатов Мурманска постановил, что он хочет соединения с союзниками, большевики издали декрет и приказ расстрелять председателя этого совета. Такие случаи можно перечислять бесконечно. [Рассказывает о расстрелах.] "..." Большинство крестьян - анти-большевики. Крестьяне не очень разбираются в разных партиях, существующих в России, но большевиков они ненавидят за практику их правления. "..." Кооперативные общества преследуются большевиками. Крестьянские советы, не прислуживающие большевикам, закрываются. Когда крестьяне идут к большевикам и просят хлеба, их иногда за одно это расстреливают; потому что большевики просто не могут поставить хлеб. Так случилось, например, в Ярославле, где крестьяне не выращивают хлеб, но производят лен и иные продукты.
«В России существует около 45 кооперативных союзов, объединяющих почти 20 000 000 участников, на 85 процентов состоящих из крестьян. В некоторых районах от 75 до 80 процентов от общего количества крестьянских домашних хозяйств являются членами кооперативных обществ. Большевики рассматривают все крестьянство как буржуазию, кроме тех, кто является наемными работниками на фермах. Поэтому после прихода к власти Ленин решил немедленно национализировать все кооперативные общества. Только угроза того, что крестьяне поднимутся против большевиков, предотвратила тогда реализацию этой меры. По той же самой причине они не решились это сделать полностью даже к этому времени, но кооперация начала подвергаться репрессиям. Некоторые должностные лица ее центральных организаций были арестованы, и несколько из них расстреляны. Так, в июне 1918, Крылов, высокопоставленный сотрудник Народного Банка, был арестован в Москве, а в октябре, 1918 там же были арестованы члены Центральной Ассоциации Потребительских Обществ Коробов и Беркенгейм. Некоторые члены Ассоциации были вынуждены эмигрировать. В Вологде, в августе 1918, Деляров и Костин, два уважаемых члена Ассоциации были арестованы. Многие были арестованы по простому подозрению, что они участвовали в контрреволюционных действиях. Я сам был свидетелем таких случаев в мае и июне в Ярославле.  Собственность кооперативных обществ часто реквизируется или разграбливается. Таким образом, в Москве офис Центрального Общества Потребителей был дважды обворован. Во второй раз, в 7 часов пополудни в августе 1918, группа вооруженных мужчин зашла в офис, они принудили открыть сейф, взяли деньги приблизительно 5 000 000 рублей и исчезли. Никого не арестовали. Крестьянские кооперативы также преследуются, крестьянские Советы, которые не подвластны большевикам закрываются. Естественно, что при этих обстоятельствах кооперативное движение является антибольшевистским. Главная причина этого заключается в том, что практика большевизма убивает кооперацию.  Из-за дезорганизации всей экономической деятельности кооперативы практически неспособны работать. Национализация промышленности парализовала большинство фабрик и заводов. Так, преуспевающая льняная промышленность России сократила его производство в июне 1918 в два раза. По моим сведениям, крестьяне в этом году вообще не собираются сеять лен, потому что никаких его покупателей больше не осталось.»
Сенатор Оверман: Что делают возвращающиеся из армии солдаты и крестьяне со своим вооружением и боеприпасами?
М-р Мартюшин: Небольшую часть оружия они унесли с собой. Например, в моей деревне есть около 20 винтовок.
Сенатор Оверман: Были ли со стороны большевиков попытки разоружить крестьян?
М-р Мартюшин: "..." в некоторых случаях это происходило, и большевики забирали у крестьян оружие. "..." боеприпасов у крестьян было очень мало.
Сенатор Нельсон: Были ли большевистские власти замешаны в отбирании зерна у крестьян?
М-р Мартюшин: Да. Но весной прошлого года им не удалось конфисковать много, по той простой причине, что крестьяне оказывали сопротивление. Тогда большевики снарядили особую армию рабочих, вооружив их винтовками и прокламациями. Эта армия была создана специально для реквизиции зерна у крестьян.
Сенатор Нельсон: Они сформировали армию из пролетариев и вооружили их, чтобы отправить к крестьянам и отобрать зерно?
М-р Мартюшин: Да. В это время в России уже не оставалось дворян, не было крупных землевладельцев из аристократии, и все зерно принадлежало крестьянам. Когда прокламации не оказывали действия, в ход пускались винтовки.
Сенатор Стерлинг: Я хочу знать, из каких элементов, из каких национальностей состоит большевистская армия в северной России?
М-р Мартюшин: Когда я уезжал из России, большевистская армия в центральной России состояла в основном из латышей и из матросов различных национальностей, включая русских.
Сенатор Стерлинг: Были ли в этой армии китайцы?
М-р Мартюшин: Участвовавшие в сражениях утверждали, что среди красных встречались китайцы.

Подписал воззвание русских кооператоров к американскому народу с призывом признать власть А. В. Колчака. Текст Воззвания был опубликован 24 мая 1919 издательством Russian Information Bureau in the United States в газете «Struggling Russia», а затем перепечатан в американских газетах. Дата публикации Воззвания была выбрана не случайно. Через день появилось обращение к Колчаку глав правительств США, Англии, Франции и Японии с условиями оказания ему военной помощи. К моменту подписания Мартюшиным Воззвания ВПСО официально признало Омское Правительство под руководством Колчака верховной Всероссийской властью. В обращении ВПСО к населению области, опубликованном 4 мая 1919 года в Вестнике ВПСО, говорилось: 

«Временное Правительство Северной Области считает своим долгом, совместно с другими Областными Правительствами и в полном согласии с русской Политической Конференцией в Париже и Председателем Временного Правительства Северной Области Н.В. Чайковским признать за Омским Правительством право на высшее руководство жизнью возрождающейся России, признать Омское Правительство за Всероссийское Временное Правительство и подчиниться ему».
  Воззвание было подписано В. Н. Башкировым, представителем Сибирского Союза Маслодельных Артелей; Г. А. Мартюшиным, представителем Северных Кооперативных Союзов Архангельска; А. А. Трутневым представителем Союза сибирских кооперативных союзов (Закупсбыт) и председателем кооперативных Союзов правительства Иркутска; Н. Г. Золотухиным, представителем Кооперативных Союзов Забайкалья, и К. А. Ковальским, членом Совета Всесибирских кооперативных съездов.
В январе 1920 года за подписание этого воззвания исключён из партии социалистов-революционеров. После того как 18 февраля 1920 года ВПСО перестало существовать его представитель Мартюшин покинул США и переехал в Европу и остался в эмиграции.  
На состоявшемся в Париже 20-26 июля 1920 года совещании парижских, лондонских и пражских эсеров, представлявших все основные внутрипартийные течения в эмиграции, было создано «Внепартийное объединение».  В совещании, в частности, участвовали Н. Д. Авксентьев, М. В. Вишняк, А. И. Гуковский, В. М. Зензинов, А. Ф. Керенский, Г. А. Мартюшин, O. С. Минор, Е. Ф. Роговский, В. В. Руднев, И. И. Фондаминский. 
Среди целей и задач объединения были: «организация и сплочение демократических сил внутри России для ниспровержения тирании большевиков, восстановление единой федеративной республиканской России, построенной на реализации, укреплении и развитии политических и социальных принципов мартовской революции 1917 года». Ведущим направлением деятельности «Внепартийного объединения» являлось создание и развитие издательской базы эсеровской эмиграции, для чего использовалась все наличные партийные кадры и основная часть денежных средств. Участники совещания образовали Инициативную группу, позднее расширенную до 50 человек, с введением в неё нескольких меньшевиков и народных социалистов. «Внепартийное объединение» просуществовало до апреля 1922 года, когда оно было окончательно распущено.
В конце 1922 года Г. А. Мартюшин вместе С. Н. Прокоповичем учредил в Берлине Издательство «Кооперативная мысль».  Предмет предприятия: издательство и сбыт книг, газет и журналов, преимущественно на русском языке, по теме кооперации и связанные с этим социально-экономические, агрономические, технические и прочие области. Издательство «Кооперативная мысль» просуществовало до 1928 года. Прокопович после высылки 1 июня 1922 года из России некоторое время жил в Берлине, где создал Экономический кабинет профессора С. Н. Прокоповича. Руководил изданием журнала «Экономический вестник» (1923–1924), «Русский экономический сборник» (1925–1928), «Бюллетень Экономического кабинета профессора С. Н. Прокоповича».
В 1922 году вошёл в состав Правления Лондонского Moscow Narodny Bank Limited, состоящего из трёх директоров: Ф. Шмелёв, К. Попов и Г. Мартюшин
4 декабря 1922 года был учрежден Всероссийский кооперативный банк (Всекобанк), который был объявлен правопреемником Московского Народного Банка (МНБ). На собрании учредителей Всекобанка было принято решение поручить правлению войти в соглашение с делегациями бывшего МНБ за границей о передаче Всекобанку всего имущества и всех ценностей бывшего МНБ. Этот вопрос, в частности обсуждался на заседании Парижской демократической группы Партии Народной свободы 8 февраля 1923 года: "П. Н. Милюков спрашивает: верны ли появившиеся сведения о передаче имущества и дел русскими кооперативными учреждениями, находящимися за границей (в Лондоне и других местах), соответствующим центральным организациям, работающим в Советской России.  М. В. Брайнович отвечает, что льноводы в лице Шмелёва уже передали все дела командированному из России Панкову (старому начальнику Шмелёва), а по Кооперативному Народному Банку этого еще пока не сделано. Хотя здешние кооператоры и понимают, что будут в конце концов общипаны большевикам, но идут на такую передачу дел и имуществ, ибо не могут без конца бойкотировать свои центральные органы в России". 3 апреля 1924 года состоялось соглашение прежних держателей ценностей и организаций с представителями Всекобанка и кооперативных центров СССР о передаче последним всех ценностей и собственно банка. Группа держателей ценностей банка Х. В. Автономов, А. В. Байкалов, А. М. Беркенгейм, В. Н. Зельгейм, Е. О. Ленская-Стенсель, А. Е. Малахов, Р. Е. Малахов, Г. А. Мартюшин, Ф. И. Шмелёв, Г. М. Ярков передали их советской кооперации. На общем собрании акционеров Moscow Narodny Bank Limited была избрана новая Дирекция в составе: Председателя - Н. В. Гаврилова (от Всекобанка), членов правления: двух от производственной кооперации – Ф. И. Шмелёва, Г. А. Мартюшина, и двух от потребительской кооперации – Ф. Ф. Ионова и А. Д. Фейгина.
19 апреля 1928 г. в ответ на обвинения МВД Великобритании двух советских банков, Московского народного банка (МНБ) и Банка для русской торговли (БРТ), в расходовании денежных сумм на ведение «революционной пропаганды» в Англии правление МНБ  обратилось к министру внутренних дел Джойнсон-Хиксу с письмом, в котором самым категорическим образом было заявлено, что «банк занимается исключительно обычными банковскими и коммерческими операциями» и изъявлялась готовность облегчить расследование обстоятельств при которых были произведены «все его платежи за любой период». Аналогичное заявление было сделано и Правлением БРТ. 26 апреля Политбюро ЦК ВКП (б) решило создать комиссию в составе Косиора, Пятницкого, Чичерина и Розенгольца «для расследования всего дела, связанного с Московским народным банком в Лондоне и для проверки положения в связи с этим вопросом как в Англии, так и в Германии. В состав правления Лондонского Moscow Narodny Bank Limited в это время входили: М. В. Земблюхтер (председатель с 1926 года), Ф. И. Шмелёв, Г. А. Мартюшин, Н. Бэроу и А. Гуревич. Правлением банка была создана группа из четырёх человек во главе с Г. Мартюшиным для изучения всех банковских операций в означенный британской стороной период. Отчёт о результатах работы был передан в соответствующий парламентский комитет. 11 июня 1928 года Джойнсон-Хикс выступил в палате общин с очередным сообщением по вопросу деятельности в Англии Московского Народного банка и Банка для русской торговли. Касаясь новых обвинений Джойнсон-Хикса, газета «Известия» отмечала 15 июня 1928 г., что «от сенсационных разоблачений Хикса остался только их сенсационный провал».

### Арест и следствие
10 мая 1928 года Политбюро приняло предложения своей комиссии, созданной для рассмотрения ситуации в Московском народном банке в Лондоне.  В первом же из 10 пунктов решений «О советских органах в Англии», указывалось: «Как правило в каждом совучреждении (большом и среднем по объему) должно быть не менее 2-х партийцев на руководящей работе. Управделами, секретари правления (дирекции) и личные секретари должны быть обязательно членами ВКП». К решению была приложена «Номенклатура должностей, на которую необходимо в самый кратчайший срок командировать ряд работников-партийцев». Среди этих организаций был указан Моснарбанк. Мартюшин, не являвшийся членом ВКП(б), потерял в итоге возможность занимать руководящие должности в представительствах советской кооперации в Англии. Вернулся из эмиграции в СССР в 1929 году.
В 1938 году работал заместителем начальника финансового отдела Главстекла Наркомата легкой промышленности СССР.
18 января 1938 года была издана директива НКВД СССР об «исчерпывающей ликвидации эсеровского подполья» (в особенности бывших эсеров, вступивших в компартию) и о чистке эсеров в армии. Во исполнение этих распоряжений в течение одной недели (до 25.01.1938) по Союзу было арестовано около 12 тысяч человек. В феврале 1938 года Ежов направил Сталину сообщение «О ходе ликвидации контрреволюционного эсеровского подполья и результатах следствия по эсерам». В этом сообщении указывалось, что УНКВД по Московской области, где начальником тогда был Заковский, сменивший Реденса, арестовано 156 человек, из них 11 членов ВКП(б). Ознакомившись с данным сообщением, Сталин написал: «т. Заковский — не т. Реденс. Видно, что т. Заковский напал на жилу, как говорят золотопромышленники. Реденс, как чекист, не стоит левой ноги Заковского. Желаю успеха т. Заковскому. Нужно продолжать корчевку эсеров. Эсеры — большая опасность». Мартюшин, как бывший член партии эсеров, был арестован 21 февраля 1938 года.
Сталин получал, подписанные Ежовым, ежедневные сводки важнейших показаний арестованных Управлением НКВД СССР. Все сводки, опубликованные в цитируемом сборнике, построены по одному принципу. Как правило, небольшая часть абзацев сводок содержит информацию о признании предъявленных обвинений. Остальная часть сводок – это версия обвинений следствия, признание которой на данный момент допрашивающим получить не удалось. В сводке, направленной Сталину за 6-7 апреля 1938 года указано:
«Мартюшин Г. А., бывший работник наркомлегпрома, вернувшийся из эмиграции в 1929 г., бывший эсер. Допрашивали Герзон и Брезгин.
Мартюшин прибыл в Советский Союз, как представитель заграничной делегации партии эсеров для антисоветской работы.
Мартюшин показал, что перед выездом в Советский Союз члены загранделегации Авксентьев и Руднев говорили ему, что в СССР эсеры имеют возможность проводить большую работу, ибо в ОГПУ «работа по эсерам поручена самим эсерам» и что вследствие этого борьбы с эсерами в ОГПУ не ведут.
В Москве Мартюшин через членов ЦК ПРС выяснил, что по эсерам в ОГПУ работают бывшие эсеры Агранов, Сидоров, Решетов, Алексеев.
В Советском Союзе Мартюшин провёл большую работу по созданию эсеровской организации. Мартюшин назвал руководителей эсеровских организаций, созданных в Москве: Ракитникова, Розенблюма и Магеровского; в Ленинграде – члены ЦК ПСР Сухомлина В. И.; в Сталинграде и Куйбышеве – Брауна, Подгородского, Кочетковского и Наумова; в Курске – члена ВКП(б) Рязанова».
Начиная с 1937 года, то есть с момента разворота массовых репрессий, основным методом, с помощью которого от арестованных получали ложные показания, добивались самооговоров и оговоров в несовершенных преступлениях, стало применение мер физического воздействия. Арестованные, которые старались доказать свою невиновность и не давали требуемых показаний, как правило, подвергались мучительным пыткам и истязаниям. Как видно из телеграммы Сталина, разосланной 10 января 1939 года секретарям ЦК компартий республик, крайкомов и обкомов партии, наркомам внутренних дел республик и начальникам краевых и областных управлений НКВД, применение мер физического воздействия к арестованным было санкционировано им от имени ЦК ВКП(б): «…ЦК ВКП(б) разъясняет, что применение физического воздействия в практике НКВД было допущено с 1937 года с разрешения ЦК ВКП(б)… Опыт показал, что такая установка дала свои результаты, намного ускорив дело разоблачения врагов народа.»
Имя Г. А. Мартюшин было внесено в «Список лиц, подлежащих суду Военной коллегии Верховного Суда СССР» (так называемый "расстрельный список"), сформированный Центральным аппаратом НКВД 10 июня 1938 года. Всего в нём было указано 127 фамилий.  122 из них относились к первой категории (то есть приговаривались к расстрелу), в том числе Мартюшин. На обложке списка стоят две подписи – Сталина и Молотова.
20 июня 1938 года по обвинению в шпионаже и участии в контр-революционной террористической организации приговорён  Военной коллегией Верховного суда СССР к расстрелу. Расстрелян в тот же день и похоронен на полигоне "Коммунарка".
Реабилитирован в 24 марта 1997 года Главной военной прокуратурой Российской федерации.

## Оценки современников
Политический противник Мартюшина капитан Г. Е. Чаплин писал:

Мартюшин, также кооператор по профессии, крайне безобидный, скромный и  симпатичный человек. На заседаниях правительства держал себя более чем тихо и молчал

## Семья
- Жена (с ? года) — Маргарита (род. 1885)[76]
  - Сын — Игорь (1915—1968)[77]
    - Внук — Евгений (род. 19??)[78]

## Труды

### Книги
- Мартюшин Г. А. Краткий очерк деятельности Центрального товарищества льноводов за 1915-1916 год. М., тип. П. П. Рощина, 1916. 16 с.
- Мартюшин Г. А. Как льноводы должны продавать свой лён. М., 1916. 16 с.
- Мартюшин Г. А. Центральное товарищество льноводов за три года работы. М., 1918. 46 с.
- Мартюшин Г. А. Что сделал Ярославский кредитный союз кооперативов в 1917 году. Ярославль, 1918. 32 с.
- Мартюшин Г. А. Кооперативный сбыт льна. Ярославль, 1918. 51 с.
- Martiushin G. A.. The Flax Industry of Russia and the Central Association of Flax Growers. American Committee of Russian Co-operative Unions, 1919, 22 p.
- Лазаркевич Н. А., Мартюшин Г. А. Положение льняного дела в Западной Европе в 1921 и 1922 гг., М., 1923, 86 с.

### Статьи
- Мартюшин Г. Германская сельскохозяйственная кооперация в 1911 г. (Письмо из Германии) // Колос № 1, 17, 1913.
- Мартюшин Г. Сельскохозяйственные товарищества по сбыту мясных продуктов в Дании. // Колос. № 18, 1913
- Мартюшин Г. На злобы дня германской сельскохозяйственной кооперации. // Вестник кооперации, № 7, 1913
- Мартюшин Г. О кооперативных пастбищах в Германии. // Вестник Сельского Хозяйства, № 44, 1913
- Мартюшин Г. Товарищество кустарей по сбыту плетеных изделий в селе Мондорфе близ Бонна (Германия). Из жизни кооперации за границей. // Колос, № 10, 1913.
- Мартюшин Г. Как немецкие крестьяне ведут свое хозяйство (Корр. Из Германии). // Крестьянское Земледелие, № 13, 1913
- Мартюшин Г. Образцовое сельскохозяйственное товарищество по сбыту скота в Германии (Корр.) // Кооперативная Жизнь, № 17-18, 1913
- Мартюшин Г. К вопросу о вывозе из России живой и битой птицы. // Вестник Сельского Хозяйства, № 34, 1913
- Мартюшин Г. Общественно-кооперативный сбыт скота в Баварии. // Вестник Сельского Хозяйства, № 36, 38, 1913
- Мартюшин Г. Сельскохозяйственные товарищества по сбыту яиц. (История их развития в Ганновере) // Наше Хозяйство, № 7, 1913
- Мартюшин Г. Проблема молочной кооперации в Германии.  // Вестник Кооперации, № 1, 1914
- Мартюшин Г. Об организации кооперативного сбыта яиц в России. // Наша птицеводческая жизнь, № 21, 1914
- Мартюшин Г. Союзы сельскохозяйственных товариществ в Дании (О деятельности и значении). // Народная газета (г. Курган), № 26, 1915
- Мартюшин Г.  Учреждение центрального товарищества льноводов. // Кооперативная Жизнь, № 17-18, 1915
- Martushin G. A. Northern Russia // American industries, National Association of Manufacturers (U.S.), Vol. XIX, march 1919 p. 34.

## Адреса
- 1938 — Москва, Ленинский пр-д, д. 1, кв. 40[8].

## Комментарии
1. ↑  Вероятно, Сергей Антониевич (Антонович) Угет ошибся. В США в это время были два активных политика по фамилии Мак-Кормик: Вэнс Мак-Кормик[англ.], с которым действительно собирался встретиться Мартюшин, и полковник Роберт Маккормик, позднее медиамагнат и противник вмешательства США во Вторую мировую войну. Дробижев В.З.; Ким М.П.; Королев Б.И.; Оськин Г. И. Из архива организаторов гражданской войны и интервенции в Советской России 1917—1921. «Парижская коллекция». — Исторический архив, №6, ноябрь – декабрь, 1961.
2. ↑  Вестник Временного Правительства Северной Области № 96, 4 мая 1919 года.. Воззвание кооператоров во многом перекликалось с Нотой Верховного Совета Антанты и, в частности, содержало следующие тезисы: 

«Всесибирское Объединение Кооперативов полностью осведомлено о ненормальных условиях, в которых оказываются территории, освобожденные от большевиков на Урале, Сибири и в Северных российских областях, где в боли и мучении возникает новая российская государственность. Тем не менее, Объединение Кооперативов признает и поддерживает, до формирования через Учредительное собрание нового окончательного правительства, Временное российское правительства, сформированное на сибирской территории и возглавляемое адмиралом Колчаком. Кооперативы оказывают свою поддержку ему как центральной власти, представляющей практическое правительство, подписывающееся на демократические принципы, которое берет на себя обязательство привести страну к выборам Всероссийского Национального Учредительного Собрания, чтобы обеспечивать ее единство и независимость. Мы твердо полагаем, что народ, демократия Соединенных Штатов Америки примет нашу сторону и поможет нам с их знанием, их опытом и их ресурсами».
3. ↑  Герзон, Матвей Михайлович арестован 18.04.1938, то есть через 12 дней после подачи "Сводки важнейших показаний арестованных управлениями НКВД СССР за 6-7 апреля 1938 г.", через 5 месяцев, 23.09.1938, приговорён к расстрелу .
4. ↑  Брезгин, Александр Иванович, ст. следователь  следственной части НКВД СССР. Снят с должности приказом МГБ СССР № 00153 от 22.03.47 за «нарушения советской законности», «самоснабжение за счет оперативного состава» и «как скомпрометировавший себя недостойным поведением в быту» (имел интимные связи с подчиненными по службе женщинами, жена 14.05.46 застрелилась из его личного оружия)  .